# 새뮤얼 앤더슨
새뮤얼 앤더슨(영어: Samuel Anderson, 1982년 ~ )은 잉글랜드의 배우로, 《닥터 후》의 대니 핑크 역을 연기했다.

## 출연 작품

### 영화
- 건파우더 밀크셰이크 (2021)

### 텔레비전
- 닥터 후 (2014)